# 谌欣
谌欣（？—），中国女子田径运动员，主项是跨栏。祖籍江西南昌，出生于青雲譜區洪都谌福谦教育世家，其父亲谌北秀是当代著名油画家谌北新的兄长。谌欣1976年毕业于江西洪都中学，並在泰国曼谷举行的1978年亚洲运动会中以1分1秒32的成绩获得女子400米栏金牌。。
諶欣曾兩次破亞洲的跨欄紀錄。後在江西省體委田徑隊當教練、廣東東莞市體委運動學校任教，現在在澳門科技大學任田徑教練，獲國家體育運動二級獎章。